# Paul Lever
Sir Paul Lever KCMG (* 31. März 1944) ist ein pensionierter britischer Diplomat.  

## Leben
Paul Lever ist der Sohn eines Pathologen. Er besuchte die St Paul’s School in London und das Queen’s College in Oxford. Er trat 1966 in den diplomatischen Dienst des Foreign and Commonwealth Office (FCO) ein. Seine ersten Stationen waren Vertretungen in Finnland und bei der Europäischen Kommission. Als Botschafter leitete er 1990 bis 1992 die britische Vertretung bei der Organisation für Sicherheit und Zusammenarbeit in Europa in Wien und arbeitete danach im FCO im Rang eines Unterstaatssekretärs. 1994 bis 1996 war er Vorsitzender des Vereinigten Komitees für die Nachrichtendienste. 1996/97 war Lever im FCO „Director for EU and Economic Affairs“. Lever wurde 1997 britischer Botschafter in der Bundesrepublik Deutschland. 
Lever schied 2003 aus dem diplomatischen Dienst aus und arbeitete für drei Jahre als Manager bei RWE Thames Water. Von 2004 bis 2009 war er als Chairman beim Thinktank Royal United Services Institute. 
Lever wurde 1991 zum CMG ernannt und 1999 zum KCMG.

## Schriften
- Europa in zehn Jahren: wie wird es aussehen?. Vortrag. Hamburg : Übersee-Club, 2002
- Berlin Rules: Europe and the German Way. Tauris, 2017 ISBN 9781784539290[1]